# نو کیونگ-سون
نو کیونگ-سون (انگلیسی: Noh Kyung-sun؛ زادهٔ ۲ فوریهٔ ۱۹۶۴) کشتی‌گیر اهل کره جنوبی بود.